# Izora Armstead
Izora Rhodes-Armstead (Houston, Texas; 6 de julio de 1942 – San Leandro, California; 16 de septiembre de 2004) fue una cantautora estadounidense. Armstead se caracterizaba por su voz distintiva y de tono alto.
Armstead alcanzó la fama por primera vez como mitad del exitoso grupo Two Tons O' Fun, que hacía coros para el cantante de música disco estadounidense Sylvester. Tras conseguir su propio contrato discográfico, lanzaron tres canciones consecutivas de gran éxito comercial que alcanzaron el número 2 en las listas de éxitos de baile. El dúo pasó a llamarse The Weather Girls en 1982, después de que publicaran el éxito de ventas "It's Raining Men", que atrajo la atención del público hacia el dúo. Como dúo, The Weather Girls publicaron cinco álbumes y tuvieron una participación destacada en los álbumes de Sylvester.
Tras la disolución de The Weather Girls en 1988, Armstead publicó un sencillo, "Don't Let Love Slip Away" (1991). En 1991, reformó The Weather Girls con su hija Dynelle Rhodes, que había sido una de las coristas del dúo. A lo largo de una década, publicaron tres álbumes: ¡Double Tons of Fun (1993), Think Big! (1995) y Puttin' On The Hits (1999).
El 16 de septiembre de 2004, Armstead falleció de un fallo cardíaco en San Leandro, California.

## Biografía
Izora M. Rhodes nació el 6 de julio de 1942 en Houston, Texas. Se trasladó a San Francisco, California, con su familia cuando era niña. A los cuatro años empezó a tocar el piano y a los ocho a cantar. Llegó a ser la vocalista y pianista principal del San Francisco Inspirational Choir.
Estudio además música clásica en el Conservatorio de San Francisco y se inspiró en sus cantantes favoritas Mahalia Jackson y Clara Ward.
En 1975, Izora Rhodes tenía un total de siete hijos, seis niños y una niña, a los que crio como madre soltera. Para mantener a sus hijos, trabajó como camarera y auxiliar de enfermería también trabajó como profesora de piano y canto. 
En 1976, Rhodes se casó con un nuevo marido y cambió su apellido por Armstead. Según el libro autobiográfico The Fabulous Sylvester: The Legend, the Music, the Seventies in San Francisco, escrito por Joshua Gamson, tuvo un total de once hijos (cuatro de los cuales serían hijastros) con su entonces nuevo marido [Armstead]. Convertida en Izora Armstead, acabó formando parte de un efímero grupo de góspel llamado N.O.W. (News of the World), en el que participaría una amiga del barrio, Martha Wash.
Izora Armstead llegó a la fama inicialmente con el dúo Two Tons O' Fun, en el cual era la corista discoteca americana Sylvester. Después de obtener su trato récord propio, lanzó tres canciones que se volvieron éxitos comerciales y llegaron en número 2 en las listas de Billboard. El dúo fue más tarde rebautizado como The Weather Girls en 1982 después de que liberaron el que venden superiores solos " está Lloviendo Hombres", el cual trajo el dúo a mainstream atención de pop. Como dúo, Las Chicas de Tiempo liberaron cinco álbumes y era fuertemente presentado encima los álbumes de Sylvester. Después de que disbanding en 1988, Armstead liberado un solo "no Deja Resbalón de Amor Fuera" (1991). En 1991, reforme The Weather Girls con su hija Dynelle Rhodes, quien también había sido uno del dúo cantantes de fondo. Sobre el curso de una década, liberaron tres álbumes: Toneladas Dobles de Divertidos (1993), la cosa Grande! (1995), y Puttin' En Los Golpes (1999).
La última grabación de Armstead fue el sencillo "Big Brown Girl" con las integrantes de The Weather Girls, el cual se lanzó en 2004. En agosto de ese año, Armstead regresó al área de Bahía para tratarse de una enfermedad cardiaca. A mediados de septiembre de 2004, Armstead ingreso en el Hospital de San Leandro, después de que su condición se deteriorase. El 16 de septiembre de 2004, Armstead murió producto de un fallo cardíaco a la edad de 62 en 2004 en la Ciudad de San Leandro, California. Le sobrevivieron sus siete hijos. Su funeral se llevó a cabo en la iglesia, St John Missionary Baptist en San Francisco, California. Fue enterrada en Cypress Lawn Memorial Park en Colma, California.

## Carrera

### 1976-1981: Two Tons O´Fun
En febrero de 1976, su amiga Martha Wash hizo una audición como corista ante el cantautor estadounidense Sylvester y su representante Brent Thomson. Impresionado con su interpretación vocal, Sylvester le preguntó si tenía otra amiga negra grande que supiera cantar, tras lo cual le presentó a Izora Rhodes. Aunque él se refería a ellas simplemente como "las chicas", Wash y Rhodes formaron un dúo musical llamado Two Tons O' Fun o a veces denominado "The Two Tons". Debutaron como coristas de Sylvester en su tercer álbum autotitulado Sylvester, publicado en 1977, cantaron los coros en los sencillos del álbum "Down, Down, Down" y "Over and Over", que alcanzó el número dieciocho en la lista Billboard Dance.
En 1978, Sylvester lanzó su cuarto álbum Step II, que también contó con los coros de The Two Tons en todo el álbum. "Dance (Disco Heat)", el sencillo principal del álbum en el que participaron The Tons, alcanzó el número uno en la lista Billboard Dance y se convirtió en su primer sencillo número uno en esa lista. En 1979, Two Tons O' Fun cantaron de fondo en el álbum en directo de Sylvester Living Proof. Ese mismo año, el dúo consiguió su propio contrato discográfico con Fantasy Records. El 24 de enero de 1980, el dúo lanzó su álbum debut Two Tons of Fun. El álbum produjo dos sencillos dance que se situaron entre los cinco primeros: "Earth Can Be Just Like Heaven" y "I Got the Feeling". Su segundo álbum, Backatcha, se publicó ese mismo año. Al igual el álbum incluyó el sencillo "I Depend On You",  alcanzó el número setenta y dos en la lista Dance.

### 1982-1988: Las Chicas de Tiempo
En septiembre de 1982, el dúo lanzó su sencillo "It's Raining Men" canción que se convirtió en su mayor éxito alcanzando el número uno en la lista Dance y el número cuarenta y seis en la lista Billboard Hot 100. Tras el éxito de la canción, Two Tons o Fun cambió el nombre de su grupo a The Weather Girls. El 22 de enero de 1983, lanzaron su tercer álbum Success. La canción titulada "Success" se lanzó como segundo sencillo y alcanzó el número ochenta y nueve en la lista de R&B.  En 1985, The Weather Girls lanzaron su cuarto álbum Big Girls Don't Cry y en 1988 publicaron su quinto álbum homónimo The Weather Girls, el último con Armstead y Wash. Poco después de la publicación del álbum, The Weather Girls fueron retiradas de Columbia y pronto se disolvieron para seguir carreras en solitario.

### 1989-1991: carrera de Solo
Tras la disolución de The Weather Girls, Izora Armstead emprendió una breve carrera en solitario. Empezó a hacer giras en solitario, interpretando canciones de The Weather Girls hasta que en 1991 lanzó el sencillo "Don't Let Love Slip Away".

### 1991-2004: Reforma de The Weather Girls
Después de un paréntesis de tres años y de que Wash siguiera su carrera en solitario, Armstead reformó The Weather Girls con su hija Dynelle Rhodes y se trasladó a Alemania en 1991. Su primer álbum juntas, Double Tons of Fun, se publicó en 1993. El sencillo principal del álbum, "Can You Feel It", alcanzó el número dos en la lista Dance de Billboard. La canción también alcanzó el número 75 en la lista musical de Alemania, su segundo sencillo en entrar en esa lista desde "It's Raining Men". 
Durante su gira por el circuito de discotecas, el tercer sencillo del álbum, We Shall All Be Free, alcanzó el número 80 en la lista musical alemana. El siguiente álbum, Think Big!, se publicó en diciembre de 1995. El álbum contó con la contribución de Armstead como compositora y autora de varias canciones, incluido el tercer sencillo del álbum "The Sound of Sex (Ooh Gitchie O-La-La-Ay)", que escribió con su hija. El álbum también contenía una versión del éxito disco de 1979 de Sylvester "Stars", grabada a dúo con el cantante pop escocés Jimmy Somerville.
En 1999, The Weather Girls publicaron su octavo álbum de estudio, Puttin' On The Hits, que contenía una colección de versiones de canciones disco. 
En 2002, se unieron a los Disco Brothers para participar en la final nacional alemana del Festival de la canción de Eurovisión, con su canción "Get Up". En la final, el grupo quedó en decimotercer lugar.

## Reconocimientos
- En 2004, Armstead la voz ha en conjunto acumuló un total de tres número-un baile sencillos: "Baile (Calor de Discoteca)" (1978) y " Me Hago Sentir (Poderoso Real)" (1978) con Sylvester; y " está "It's Raining Men" con The Weather Girls.
- Su solo "It's Raining Men" fue la canción en el puesto treinta y cinco en VH1 lista del 100 Baile más Grande Canciones en 2000, y también el treinta y cinco en los 100 Greatest One-Hit Wonders of the 1980 en 2009.[14][15]

- Dynelle Rhodes hija de Izora Armstead recibió los derechos de The Weather Girls, añadió un miembro nuevo Ingrid Arthur y empezó a actuar como tributo a Armstead. Su álbum "Totalmente Salvaje" de 2005 estuvo dedicado a Armstead y en 2012, Dorrey Lin Lyles reemplazó a Ingrid Arthur .

- El 14 de septiembre de 2014 se estrenó en Nueva York Mighty Real: A Fabulous Sylvester Musical, un musical de Broadway sobre Sylvester, en el que aparecía la imagen de Izora Armstead, interpretada por la actriz Anastacia McCleskey.[16]